# Хуан Карлос Кольман
Хуан Карлос Кольман (ісп. Juan Carlos Colman, 15 грудня 1922, Конкордія — 15 вересня 1999) — аргентинський футболіст, що грав на позиції захисника, зокрема за клуби «Ньюеллс Олд Бойз» та «Бока Хуніорс», а також національну збірну Аргентини, у складі якого — дворазовий переможець чемпіонату Південної Америки.

## Клубна кар'єра
У дорослому футболі дебютував 1945 року виступами за команду «Ньюеллс Олд Бойз», в якій протягом п'яти сезонів був основним гравцем захисту, взявши участь у 127 матчах чемпіонату.
1950 року перейшов до «Бока Хуніорс», де відразу отримав місце в основному складі команди. Відіграв за неї вісім сезонів. У сезоні 1954 року виборов титул чемпіона Аргентини.
Згодом протягом 1957—1958 років грав за «Атланту», а завершував ігрову кар'єру у команді другого аргентинського дивізіону «Спортіво Док-Суд», за яку виступав протягом 1959—1963 років.

## Виступи за збірну
1947 року дебютував в офіційних матчах у складі національної збірної Аргентини. Був учасником тогорічного чемпіонату Південної Америки в Еквадорі, де взяв участь у п'яти із семи матчів своєї команди, яка за результатами турніру здобула свій дев'ятий титул найсильнішої збірної континенту.
Дві наступні першості континенту аргентинська збірна пропускала через конфлікт з Бразилією, а 1955 року Кольман у її складі нарешті поїхав на тогорічний чемпіонату Південної Америки до Чилі, де виходив на поле у двох матчах, здобувши свій другий титул чемпіона континенту.
Наступного року взяв участь у трьох з п'яти матчів аргентинців на чемпіонаті Південної Америки 1956 в Уругваї, де вони здобули срібні нагороди.
Загалом протягом кар'єри у національній команді провів у її формі 13 матчів.
Помер 15 вересня 1999 року на 77-му році життя.

## Титули і досягнення
- Чемпіон Аргентини (1):

«Бока Хуніорс»: 1954
- Переможець чемпіонату Південної Америки (2):

Аргентина: 1947, 1955
- Бронзовий призер Чемпіонату Південної Америки (1):

Аргентина: 1956